# Mudfight
Mudfight ist eine fünfköpfige Punk-Band aus Österreich.

## Geschichte
Der Name der Band ist inspiriert von dem legendären Auftritt von Green Day beim Woodstock II Festival 1994, der in einer berühmten Schlammschlacht endete. Gegründet wurde Mudfight im Jahr 2019 von Max „Max Nine“ Weidinger (Gesang, Bass), Alex Lausegger (Gitarre) und Dominik Neugebauer (Schlagzeug). Bereits in den ersten Jahren ihres Bestehens veröffentlichten sie mit dem Label SBÄM Records die Singles "Wasted" und "Torn Away" sowie die EP "Safe Zone".
Im Jahr 2020, während der Corona-Pandemie, erweiterte sich die Band um zwei weitere Mitglieder: Leo „Bonsai“ Weidinger (Bass) und Oliver „Olly“ Veit (Gitarre). Mit dieser Besetzung arbeiteten sie an ihrem ersten Album "Time for Revolution", welches 2022 ebenfalls über SBÄM Records veröffentlicht wurde. Die Neuveröffentlichung der zweiten Album-Single "Another Boy" erreichte 2023 Platz 2 der Austrian Indie Charts.
Mudfight konnte sich durch zahlreiche Auftritte in Österreich und Europa eine stetig wachsende Fangemeinde aufbauen. Dabei standen sie bereits mit Größen der Punkrock-Szene wie The Interrupters, Dropkick Murphys, NOFX, Rancid, Flogging Molly und Turbobier auf der Bühne. Zu den besonderen Highlights ihrer Karriere zählen Auftritte beim Donauinselfest 2023 in Wien und beim Nova Rock Festival 2024.
2024 brachten sie die Single "Drug Shack" heraus, zu der ein Musikvideo mit Schauspieler und Musiker Thomas Ian Nicholas, bekannt aus den American Pie-Filmen, gedreht wurde. Im Mai 2024 tourte die Band gemeinsam mit Nicholas durch Deutschland und Österreich und festigte ihren Ruf als aufstrebende Größe der europäischen Punkrock-Szene.

## Stil
Der Stil der Band wird beschrieben als ein Mix von Punk der 1990er und 2000er verbunden mit Elementen aus Funk, Metalcore, Pop-Rock und Grunge.
„Quasi Dookie oder All Killer No Filler für das neue Millennium, jedoch mit unzähligen Alleinstellungsmerkmalen, die frisch und voller Elan eine ganze Szene kräftig aufrütteln.“
„Mit Mudfight kämpfen wir vor allem um Individualität, Freiheit und Akzeptanz in der Gesellschaft. Ganz gleich ob Emos, Außenseiter oder queere Personen – jede*r soll sich in deren Haut wohl fühlen und auch zu 100% so akzeptiert werden, wie man eben ist“, so Max Nine.

## Diskografie
- 2019: Wasted (Single)
- 2020: Torn Away (Single)
- 2020: Safe Zone (EP, SBÄM Records)
- 2022: Baby! Hey! (Single)
- 2022: Another Boy (Single)
- 2022: Time for Revolution (Album, SBÄM Records)
- 2024: Drug Shack (Single)
- 2024: TOM WAS RIGHT (Single)